# 矢田直己
矢田 直己（やた なおき、1973年8月21日 - ）は、日本の囲碁棋士。関西棋院所属、九段。和歌山県紀の川市出身。
14歳でプロ入りし、長年にわたり関西棋院の中堅棋士として活動している。 師匠は白石裕九段。門下に稲葉かりん二段、新谷洋佑三段がいる。

## 経歴
和歌山県紀の川市に生まれる。
1988年、14歳で関西棋院からプロ入り。2000年に九段昇段。堅実な棋風を持ち、多くの若手棋士の育成にも携わっている。

## 棋歴
- 1988年 - 関西棋院からプロ入り
- 1994年 - 第18期棋聖戦 五段戦優勝
- 2000年 - 九段昇段
- 2006年 - 第50期関西棋院第一位決定戦 準優勝
- 2010年 - 第6回産経プロ・アマトーナメント戦 準優勝
- 2020年 - 関西囲碁オープントーナメント Dクラス優勝[1]

## 受賞歴
関西棋院賞
- 1996年 - 新人賞
- 永井賞：1回
- 連勝賞：1回

## 普及活動
関西地方を中心に囲碁の普及活動を行っており、和歌山県では指導碁会や囲碁イベントの解説などに積極的に参加している。

## 人物
- 特技はボウリングで、ハイスコアは290を記録している[3]。
- 門下には稲葉かりん二段、新谷洋佑三段がいる。